# 예브게니 로디오노프
예브게니 알렉산드로비치 로디오노프(러시아어: Евге́ний Алекса́ндрович Родио́нов, 1977년 5월 23일 ~ 1996년 5월 23일)는 러시아의 군인으로 1차 체첸 내전 당시 체첸 공화국에서 반군에 의해 포로로 잡혔다가 살해당했다.
로디오노프는 1977년 5월 23일 소비에트 연방 러시아 소비에트 연방 사회주의 공화국 모스크바주 포돌스크에서 가까운 마을인 사티노루스코예에서 태어났다. 요리사를 진로로 정했지만 병역 의무를 위해 1995년에 징병모집으로 러시아군에서 복무했다. 그러나 1차 체첸 내전에 참전했다가 1996년 2월 13일에 체첸에서 반군에게 포로로 3달 이상 잡혀 있다가 살해당했다.

## 참조
- "Boy soldier who died for faith made 'saint' 보관됨 2008-01-03 - 웨이백 머신", 데일리 텔레그래프, 2004년 1월 24일
- "A Drive to Turn a Soldier Into a Saint", 모스크바 타임즈, 2004년 10월 19일
- "From Village Boy to Soldier, Martyr and, Many Say, Saint 보관됨 2006-01-04 - 웨이백 머신", 뉴욕 타임즈, 2003년 11월 21일
- "The First Saint of the Chechen War", RIA 노보스티, 2004년 10월 5일
- "Russian Soldier Goes Through Chechen Captivity Hell 보관됨 2010-03-26 - 웨이백 머신", 프라우다 온라인, 2003년 1월 8일